# Uke Bosse
Uke Bosse (* 28. September 1976 in Aurich) ist ein deutscher Medienschaffender, Schauspieler und Hochschullehrer, der insbesondere im Bereich Videospiele arbeitet.

## Werdegang
Bosse wuchs in Stiekelkamperfehn in Ostfriesland auf. Nach seinem Schulabschluss am Ubbo-Emmius-Gymnasium in Leer studierte er in Großbritannien an der London South Bank University und der London Metropolitan University, wo er im Jahr 2001 seinen Bachelor-Abschluss in Communication and Audiovisual Production erwarb. Im Jahr 2010 schloss er zudem ein Master-Studium in Creative Media Practice an der Bournemouth University erfolgreich ab.
In den Jahren ab 2001 entwickelte er breit gefächerte Aktivitäten in der Medienbranche. Er führte bei verschiedenen Filmprojekten Regie, unter anderem zweimal für den Werbespot des Potsdamer Filmfestivals Sehsüchte. Daneben war er freischaffend als Journalist für die Berliner taz tätig. Seine ersten Kenntnisse im Videospiel-Bereich erwarb Bosse in der Qualitätssicherung der Entwickler Eidos Interactive und Spieleentwicklungskombinat (SEK). Über die Zwischenstation als Formatentwickler beim Gewinnspielsender 9Live stieß Bosse im Jahr 2007 zur Redaktion von Game One, deren Leitung er schließlich übernahm. In den Jahren 2010 und 2011 moderierte er die von Red Bull produzierte Sendung „Play!“, die auf den firmeneigenen Sendern Red Bull TV und Servus TV ausgestrahlt wurde. Von 2012 bis 2014 war er Redaktionsleiter bei dem im ARD-Programm EinsPlus ausgestrahlten Videospielmagazin Reload, dort führte er auch Regie. Seit dem Jahr 2015 ist er hin und wieder als Moderator, Spielleiter im Format „Werwolf“ und in Pen-&-Paper-Rollenspielen bei Rocket Beans TV zu sehen.
Seit April 2015 ist er Dozent im Fachbereich Gamedesign an der Mediadesign Hochschule in Berlin, seit April 2016 als Professor. Dort unterrichtet er die Module „Leveldesign und Spielerführung“ und „Grundlagen des Gamedesigns II“.
2019 moderierte er für ZDFkultur das Fernsehformat Durchgespielt, in dem beispielsweise der Musiker Smudo und die Autorin Helene Hegemann Computerspiele vorstellten, die sie gerne spielten.

### Schauspielerische Tätigkeiten
Uke Bosse ist als Schauspieler und eigenen Angaben zufolge auch als Stand-up-Comedian tätig. In der Rolle des „Hans“ wirkte er im Jahr 2000 an der Londoner Inszenierung des 24-Stunden-Theaterstücks The Warp Experience mit. Die Internet Movie Database verzeichnet zudem einen Auftritt in dem Film Kannibal. Er stand zudem wiederholt für Fernsehwerbespots vor der Kamera, unter anderem seit 2013 zusammen mit Sebastian Vettel für Tirendo.
Im Jahr 2015 war Uke Bosse außerdem in der Rolle des Jaromir Pleber in der YouTube-Serie Das Netzwerk zu sehen, welche von Studio 71 produziert wurde. Zwischen 2015 und 2016 wirkte Bosse in der YouTube-Videoreihe Öko mit Uke des WWF Deutschland mit. Dort gab er unter anderem Tipps für einen umweltfreundlichen Lebensstil. Bosse hatte zudem einige Rollen in deutschen Film- und Fernsehproduktionen. So spielte er zum Beispiel in der Krimiserie Großstadtrevier mit und stand 2016 an der Seite von Dieter Hallervorden für den Film Ostfriesisch für Anfänger vor der Kamera.
Im 2025 veröffentlichten Musikvideo zu dem Song Elevator Operator der Band Electric Callboy spielt er den titelgebenden Aufzugführer.
In der Quizsendung Darf ich das? Das Quiz für Rechthaber, die seit Februar 2025 auf Sat.1 ausgestrahlt wird, spielt Uke Bosse in kurzen Einspielern mit.

## Filmografie (Auswahl)
- 2001: Kannibal
- 2012: Morden im Norden (Fernsehserie, Folge Der Nackte und der Tote)
- 2014: Mein gebrauchter Mann (Komödie)
- 2016: Ostfriesisch für Anfänger
- 2017: Vadder, Kutter, Sohn (Fernsehfilm)
- 2017: Der König von Berlin (Fernsehfilm)
- 2017: Die Pfefferkörner (Fernsehserie, Folge Der Apfel fällt nicht weit vom Stamm)
- 2018: Dengler: Fremde Wasser
- 2018: Deborah (Webserie)
- 2018: Der Mordanschlag
- 2019: Großstadtrevier (Fernsehserie, Folge Duell auf der Rennbahn)
- 2019: Kommissar Dupin (Fernsehreihe, Folge Bretonische Geheimnisse)
- 2019: In bester Verfassung
- 2019: Camping mit Herz
- 2019: Tatort: Falscher Hase
- 2020: Unter anderen Umständen: Über den Tod hinaus
- 2020: Das Damengambit (Staffel 1, Episode 6)
- 2020: Der Kommissar und die Wut (Fernsehfilm)
- 2020: Harter Brocken: Die Fälscherin
- 2020: Susi (Podcast-Serie, 1 Folge)
- 2020: Sky Sharks
- 2020: SOKO Stuttgart (Fernsehserie, Folge Nachts im Museum)
- 2020: Binge Reloaded (2 Folgen)
- 2021: Magda macht das schon! (Fernsehserie, Folge Sternzeichen Starrkopf)
- 2021: SOKO Wismar (Fernsehserie, Folge Toxische Verbindungen)
- 2021: Mein Freund, das Ekel (1 Folge)
- 2022: Nord bei Nordwest – Wilde Hunde
- 2022: Ach Du Scheiße!
- 2022: Die Kanzlei (Fernsehserie, Folge Ohne Heimat)
- 2022: Unter anderen Umständen: Mutterseelenallein
- 2023: Nord Nord Mord (Fernsehserie, Folge Sievers und die letzte Beichte)
- 2023: Rentnercops (Fernsehserie, Folge Glamping)
- 2023: WaPo Duisburg (Fernsehserie, Folge Doping)
- 2023: Der Greif (Fernsehserie)
- 2023: Die Flut – Tod am Deich (Fernsehfilm)
- 2024: Spuk unterm Riesenrad
- 2024: Dr. Nice: Federn lassen (Fernsehreihe)
- 2024: Where’s Wanda? (Fernsehserie, 4 Folgen)
- 2024: Achtsam Morden (Fernsehserie, Folge Unverschämtheiten)
- 2025: Electric Callboy – Elevator Operator (Musikvideo)